# Lien Chen-ling
Dans ce nom, le nom de famille, Lien, précède le nom personnel.
Pour les articles homonymes, voir Lien.
Lien Chen-ling, née le 31 octobre 1988 à Taipei, est une judokate taïwanaise.

## Palmarès international en judo
| Jeux asiatiques     | Jeux asiatiques | Jeux asiatiques |
| Année               | Médaille        | Catégorie       |
| ------------------- | --------------- | --------------- |
| 2010                | bronze          | –57 kg          |
| 2018                | bronze          | –57 kg          |
| Championnats d'Asie |                 |                 |
| Année               | Médaille        | Catégorie       |
| 2011                | bronze          | –57 kg          |
| 2012                | argent          | –57 kg          |
| 2015                | argent          | –57 kg          |
| 2016                | bronze          | –57 kg          |
| 2017                | bronze          | –57 kg          |
| 2022                | bronze          | –57 kg          |
| Universiade         |                 |                 |
| Année               | Médaille        | Catégorie       |
| 2013                | bronze          | –57 kg          |